# Livio Bruni
Livio Bruni (1925 – 2003) foi um empresário brasileiro, exibidor de cinema do Rio de Janeiro. Além de exibidor, atuou como cineasta e produtor. Bruni chegou a ter 200 salas de cinema, muitas das quais levavam seu nome (Cine Bruni). Morreu aos 78 anos de enfarte em dezembro 2003 em Teresópolis.

## Cinematografia
Lívio Bruni foi um empresário dos setores de exibição e distribuição de filmes cinematográficos. Ele possuía uma posição de executivo no Grupo Severiano Ribeiro (empresa de Luiz Severiano Ribeiro), mas deixou o cargo para abrir sua própria empresa na área (a  Livio Bruni Produções Cinematográficas).
Em conjunto com o Grupo Severiano Ribeiro, a Livio Bruni Produções Cinematográficas formou o cartel da década de 1980 das grandes empresas de exibidoras cinematográficas do país. Só na cidade do Rio de Janeiro, Livio Bruni chegou a gerir 78 salas de exibição, sendo o maior exibidor local naquele período. Em 1974, administrou o Cine Ópera, em Belém, no Pará.

## Filmografia
Livio Bruni também produziu alguns filmes:
- Amante Latino (1979)
- Os Trombadinhas (1979)
- Faustão (1971)
- O Bolão (1970)
- Os Viciados (1968)
- Assassinato em Copacabana (1962)
- Copacabana Palace (1962)
- Agüenta o Rojão (1958)
- O Batedor de Carteiras (1958)
- O Cantor e o Milionário (1958)